# Партизанска координация „Симон Боливар“
Партизанска координация „Симон Боливар“ (ПКСБ) (испански: Coordinadora Guerrillera Simón Bolívar – CGSB) е обединение от леви партизански организаци в Колумбия от 1987 до началото на 90-те години на миналия век. В него влизат Революционните въоръжени сили на Колумбия (ФАРК), про-кубинската Армия за национално освобождение, оглавявана от испанския свещеник Мануел Перес, маоистката Народна освободителна армия, социалдемократическото партизанско Движение „19 април“ (М-19), индианското Въоръжено движение „Кинтин Ламе“ и троцкистката групировка Революционна работническа партия.
- Организации членове на Координационния съвет
- Въоръжено движение „Кинтин Ламе“
- Армия за национално освобождение
- Движение „19 април“
- Революционни въоръжени сили на Колумбия
- Народна освободителна армия
- Революционна работническа партия